# Selecció femenina de futbol del Brasil
La selecció femenina de futbol del Brasil representa al Brasil a les competicions futbolístiques femenines de seleccions nacionals. Va aconseguir els seus majors èxits entre 2004 i 2008, amb un subcampionat mundial i dos subcampionats olímpics (2004-2008). A Amèrica ha guanyat sis Copes América (1991-2014) i tres Jocs Panamericans (2003-2015). Actualment ocupa la 10ª posició al Ranking FIFA.

## Actual plantilla
Convocatòria de setembre de 2016 per a un amistòs contra França. Les banderes indicen la lliga on juga la jugadora.
| Porteres                                                  | Defenses | Centrecampistes                                                                                                | Davanteres                                                                            |
| --------------------------------------------------------- | --- | --- | ------------------------------------------------------------------------------------- |
| Bárbara do Monte · Aline Villares · 0 · 0 · 0 · 0 · 0 · 0 | Poliana Barbosa · Bruna Benites · Érika Cristiano · Tamires Dias · Monica Hickmann · Camila Martins · Rilany da Silva · Rafaelle Souza | Andressinha Cavalari · Maurine Dornelles · Formiga Maciel · Thaisa Rosa · Juliete Silva · Marta Vieira · 0 · 0 | Andressa Alves · Debinha Cristiane · Raquel Fernandes · Bia Zaneratto · 0 · 0 · 0 · 0 |

## Històric
| Primer partit                         | Estats Units 2-1 Brasil (22/07/1986) |                               |
| Majors victòries                      | Brasil 15-0 Bolívia (18/01/1995)     | Brasil 15-0 Peru (02/03/1998) |
| Majors derrotes                       | Estats Units 6-0 Brasil (26/09/1999) |                               |
| Millor resultat al Mundial            | Subcampió (2007)                     |                               |
| Millor resultat als Jocs Olímpics     | Subcampió (2 vegades: 2004-2008)     |                               |
| Millor resultat a la Copa América     | Campió (6 vegades: 1991-2014)        |                               |
| Millor resultat als Jocs Panamericans | Campió (3 vegades: 2003-2015)        |                               |
| Millor posició al Ranking FIFA        | 2n (2009)                            |                               |
| Pitjor posició al Ranking FIFA        | 10è (2016)                           |                               |
| Jogadora amb més internacionalitats   | Formiga Maciel (146)                 |                               |
| Jogadora amb més gols                 | Marta Vieira (105)                   |                               |

| JOCS OLÍMPICS     | JOCS OLÍMPICS | JOCS OLÍMPICS     | JOCS OLÍMPICS    | JOCS OLÍMPICS    | JOCS OLÍMPICS   | JOCS OLÍMPICS | JOCS OLÍMPICS  | JOCS OLÍMPICS | JOCS OLÍMPICS |
| Edició            | Classificació | Classificació     | Fase final       | Fase final       | Fase final      | Fase final    | Fase final     |               |               |
| Edició            |               |                   | Setzens de final | Vuitens de final | Quarts de final | Semifinals    | Final / Bronze |               |               |
| ----------------- | ------------- | ----------------- | ---------------- | ---------------- | --------------- | ------------- | -------------- | ------------- | ------------- |
| 1996              |               | Mundial 1995      |                  |                  | Alemanya ¹      | Xina          | Noruega        |               |               |
| 2000              |               | Mundial 1999      |                  |                  | Suècia ¹        | Estats Units  | Alemanya       |               |               |
| 2004              |               | Copa Amèrica 2003 |                  | Grècia ¹         | Mèxic           | Suècia        | Estats Units   |               |               |
| 2008              |               | Copa Amèrica 2006 |                  | Corea Nord ¹     | Noruega         | Alemanya      | Estats Units   |               |               |
| 2012              |               | Copa Amèrica 2010 |                  | Camerun ¹        | Japó            |               |                |               |               |
| 2016              |               | Copa Amèrica 2014 |                  | Sud-àfrica ¹     | Austràlia       | Suècia        | Canadà         |               |               |
| MUNDIAL           |               |                   |                  |                  |                 |               |                |               |               |
| Edició            | Classificació | Classificació     | Fase final       | Fase final       | Fase final      | Fase final    | Fase final     |               |               |
| Edició            |               |                   | Setzens de final | Vuitens de final | Quarts de final | Semifinals    | Final / Bronze |               |               |
| 1991              |               | Copa Amèrica 1991 |                  | Suècia ¹         |                 |               |                |               |               |
| 1995              |               | Copa Amèrica 1995 |                  | Japó ¹           |                 |               |                |               |               |
| 1999              |               | Copa Amèrica 1998 |                  | Itàlia ¹         | Nigèria         | Estats Units  | Noruega        |               |               |
| 2003              |               | Copa Amèrica 2003 |                  | França ¹         | Suècia          |               |                |               |               |
| 2007              |               | Copa Amèrica 2006 |                  | Dinamarca ¹      | Austràlia       | Estats Units  | Alemanya       |               |               |
| 2011              |               | Copa Amèrica 2010 |                  | Noruega ¹        | Estats Units    |               |                |               |               |
| 2015              |               | Copa Amèrica 2014 | Costa Rica ¹     | Austràlia        |                 |               |                |               |               |
| JOCS PANAMERICANS |               |                   |                  |                  |                 |               |                |               |               |
| Edició            | Classificació | Classificació     | Fase final       | Fase final       | Fase final      | Fase final    | Fase final     |               |               |
| Edició            |               |                   | Setzens de final | Vuitens de final | Quarts de final | Semifinals    | Final / Bronze |               |               |
| 1999              |               |                   |                  |                  |                 |               |                |               |               |
| 2003              |               |                   |                  |                  |                 |               |                |               |               |
| 2007              |               |                   |                  |                  |                 |               |                |               |               |
| 2011              |               |                   |                  |                  |                 |               |                |               |               |
| 2015              |               |                   |                  |                  |                 |               |                |               |               |
| COPA AMÈRICA      |               |                   |                  |                  |                 |               |                |               |               |
| Edició            | Classificació | Classificació     | Fase final       | Fase final       | Fase final      | Fase final    | Fase final     |               |               |
| Edició            |               |                   | Setzens de final | Vuitens de final | Quarts de final | Semifinals    | Final / Bronze |               |               |
| 1991              |               |                   |                  |                  |                 |               | Xile ¹         |               |               |
| 1995              |               |                   |                  |                  |                 |               | Argentina ¹    |               |               |
| 1998              |               |                   |                  |                  | Colòmbia ¹      | Equador       | Argentina      |               |               |
| 2003              |               |                   |                  |                  |                 |               | Argentina ¹    |               |               |
| 2006              |               |                   |                  |                  |                 | Venezuela ¹   | Argentina ¹    |               |               |
| 2010              |               |                   |                  |                  |                 | Paraguai ¹    | Colòmbia ¹     |               |               |
| 2014              |               |                   |                  |                  |                 | Paraguai ¹    | Colòmbia ¹     |               |               |

- ¹ Fase de grups. Selecció eliminada mitjor possicionada en cas de classificació, o selecció classifica pitjor possicionada en cas d'eliminació.